# Bom Jesus da Serra
Bom Jesus da Serra är en kommun i Brasilien.   Den ligger i delstaten Bahia, i den östra delen av landet, 800 km öster om huvudstaden Brasília. Antalet invånare är 10 123.
Omgivningarna runt Bom Jesus da Serra är huvudsakligen savann. Runt Bom Jesus da Serra är det ganska glesbefolkat, med 25 invånare per kvadratkilometer.